# Hidroxilbenyacarita
La hidroxilbenyacarita és un mineral de la classe dels fosfats que pertany al grup de la paulkerrita.

## Característiques
La hidroxilbenyacarita és un fosfat de fórmula química (H₂O)₂Mn₂(Ti₂Fe)(PO₄)₄[O(OH)](H₂O)₁₀·4H₂O. Va ser aprovada com a espècie vàlida per l'Associació Mineralògica Internacional en el mes de novembre de l'any 2023, i publicada al març de l'any següent. Cristal·litza en el sistema ortoròmbic.
Les mostres que van servir per a determinar l'espècie, el que es coneix com a material tipus, es troben conservades a les col·leccions mineralògiques del Museu d'Història Natural del Comtat de Los Angeles, a Los Angeles (Califòrnia) amb el número de catàleg: 76298, i a la col·lecció mineralògica estatal de Múnic (SNSB), amb el número de registre: MSM 38036.

## Formació i jaciments
Va ser descoberta a la mina El Criollo, situada a Cerro Blanco, dins el departament de Punila (Província de Córdoba, Argentina), en exemplars de triplita alterada associada a bermanita, fosfosiderita, quars, strengita i òxids de manganès. Aquest indret és l'únic a tot el planeta on ha estat descrita aquesta espècie mineral.